# آدرنوکروم
آدرنوکروم (انگلیسی: Adrenochrome) یک ترکیب شیمیایی با فرمول مولکولی C9H9NO3 است که با اکسیداسیون آدرنالین (اپی‌نفرین) تولید می‌شود.